# Vlad Chiricheș
Vlad Iulian Paul Chiricheș (Bacău, 14 novembre 1989) è un calciatore rumeno, difensore del FCSB.

## Caratteristiche tecniche
Difensore centrale, di piede destro, abile nelle marcature difensive, nelle ripartenze e nella gestione tecnica del pallone e della finalizzazione.
È soprannominato "il Conte Vlad".

## Carriera

### Club

#### Inizi
Inizia la carriera nelle giovanili del Benfica, per poi trasferirsi da professionista in Romania nella stagione 2009-2010 all'Internațional Curtea de Argeș, dove rimane fino a fine stagione collezionando 15 presenze nella Liga I. Si trasferisce quindi per 1,3 milioni di euro al Pandurii Târgu Jiu sempre in Liga I. Rimane nel club di Târgu Jiu fino al 1º gennaio 2012, quando passa allo Steaua Bucarest. Nella capitale della Romania vince un Campionato romeno e una Supercoppa di Romania.

#### Tottenham
Il 30 agosto 2013 si trasferisce al Tottenham Hotspur per 9,5 milioni di euro. Fa il suo debutto il 24 settembre nella partita in casa dell'Aston Villa, gara valida per il 3º turno di League Cup vinta dai Lilywhite per 4-0. Il 4 dicembre contribuisce con una sua rete al successo esterno per 2-1 in casa del Fulham. Conclude la sua prima stagione con 24 presenze ed 1 rete.
Anche nel corso della stagione successiva, il calciatore non trova spazio tra i titolari e parte spesso dalla panchina: situazioni che si sono generate da un difficile adattamento con l'ambiente. Il 14 gennaio 2015 segna la sua prima rete stagionale contro il Burnley, gara valevole per la Fa Cup, terminata 4-2 per il Tottenham.

#### Napoli

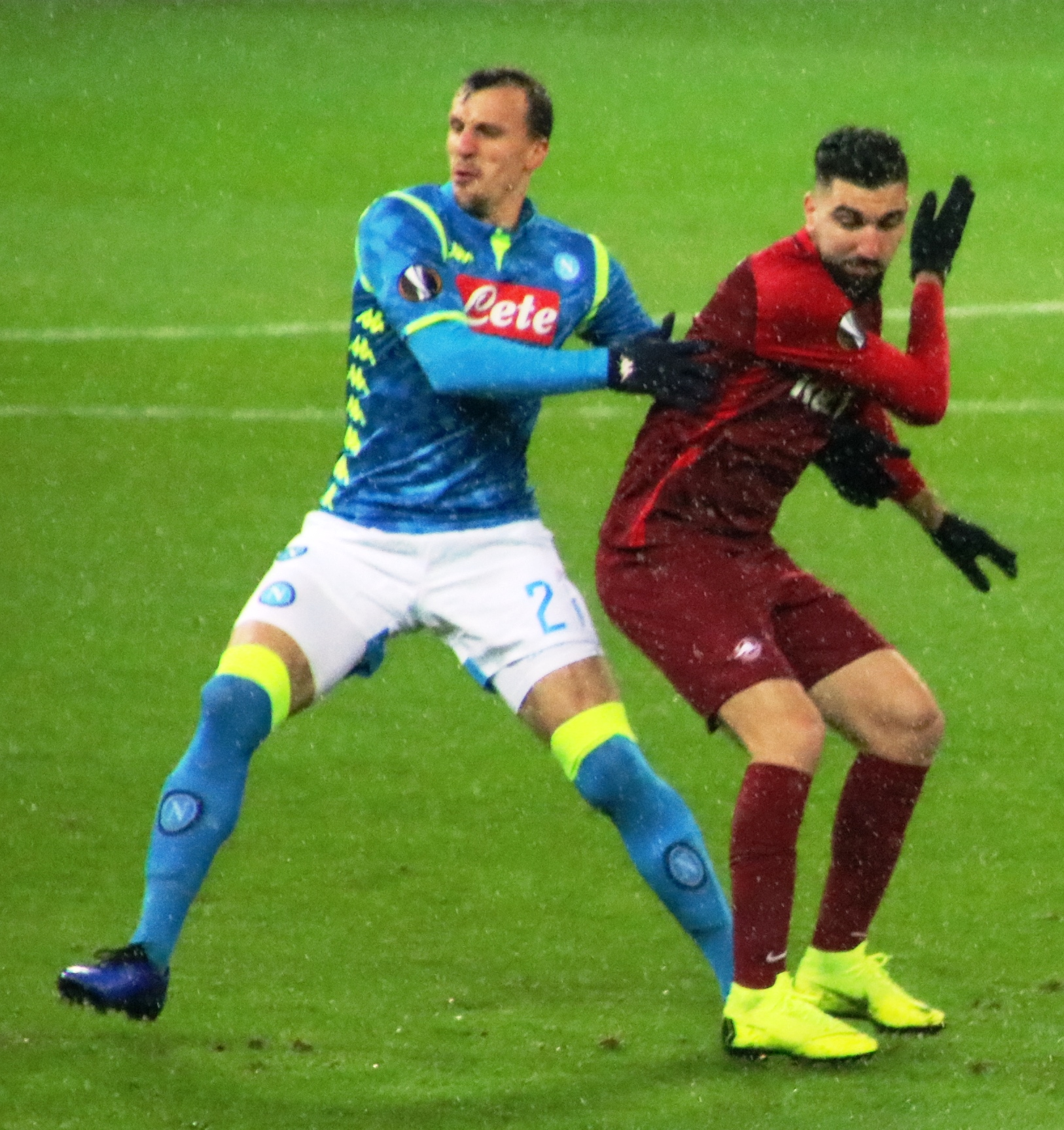
Chiricheș, in azione con la maglia del, mentre contrasta Dabour in un match di Europa League.

Il 30 luglio 2015 Il Napoli ufficializza l'acquisto del difensore rumeno a titolo definitivo. Il giocatore firma un contratto quadriennale, mentre agli inglesi vanno circa sei milioni di euro.
Esordisce in campionato il 23 agosto 2015 nella sfida persa 2-1 con il Sassuolo. Il 1º ottobre fa il suo debutto in Europa League a Varsavia nel match tra Napoli e Legia Varsavia, valevole per la seconda giornata del girone e terminato con una vittoria per 2-0. In questa competizione, il 26 novembre, trova la prima rete con la maglia napoletana nella sfida vinta per 0-1 contro il Brugge. Il 5 marzo 2016 segna per la prima volta in Serie A nella partita Napoli-Chievo 3-1, poco dopo aver commesso un errore che aveva portato al gol clivense di Nicola Rigoni.
Milita altre 3 stagioni nel Napoli, dove non riesce a trovare spazio sia a causa della concorrenza che a causa di problemi fisici.

#### Sassuolo
Il 2 settembre 2019 viene acquistato dal Sassuolo con la formula del prestito con obbligo di riscatto. Il debutto con gli emiliani avviene il 15 settembre nella sconfitta per 4-2 in casa della Roma.
Dopo una prima stagione condizionata dagli infortuni, nella seconda parte titolare, trovando anche la sua prima rete con i neroverdi nel pareggio per 3-3 contro il Torino.

#### Cremonese
L'8 luglio 2022, viene ceduto a titolo definitivo alla Cremonese, neo-promossa in Serie A.

#### Steaua Bucarest
Il 25 luglio 2023, viene ingaggiato ufficialmente dal FCSB, dove fa così ritorno dopo dieci anni.

### Nazionale

#### Nazionali giovanili
Fa il suo debutto con la Nazionale Under-21 il 3 settembre 2010 contro i pari età della Russia, gara vinta dai rumeni per 3-0. Complessivamente raccoglie 3 presenze.

#### Nazionale maggiore
Il suo esordio con la nazionale maggiore, avviene il 10 agosto 2011 nell'amichevole in casa di San Marino, gara finita con il successo esterno per 1-0 per la Romania. Successivamente, diventa titolare in pianta stabile della sua nazionale, fino a diventare il capitano.
Viene convocato per gli Europei 2016 in Francia.

## Statistiche

### Presenze e reti nei club
Statistiche aggiornate al 4 luglio 2024.
| Stagione               | Squadra                | Campionato             | Campionato | Campionato | Coppe nazionali | Coppe nazionali | Coppe nazionali | Coppe europee | Coppe europee | Coppe europee | Altre coppe | Altre coppe | Altre coppe | Totale | Totale |
| Stagione               | Squadra                | Comp                   | Pres       | Reti       | Comp            | Pres            | Reti            | Comp          | Pres          | Reti          | Comp        | Pres        | Reti        | Pres   | Reti   |
| ---------------------- | ---------------------- | ---------------------- | ---------- | ---------- | --------------- | --------------- | --------------- | ------------- | ------------- | ------------- | ----------- | ----------- | ----------- | ------ | ------ |
| 2009-2010              | Internațional Curtea   | L1                     | 15         | 0          | CR              | 1               | 0               | -             | -             | -             | -           | -           | -           | 16     | 0      |
| 2010-2011              | Pandurii               | L1                     | 24         | 0          | CR              | 0               | 0               | -             | -             | -             | -           | -           | -           | 24     | 0      |
| 2011-gen. 2012         | Pandurii               | L1                     | 15         | 0          | CR              | 2               | 0               | -             | -             | -             | -           | -           | -           | 17     | 0      |
| Totale Pandurii        | Totale Pandurii        | Totale Pandurii        | 39         | 0          |                 | 2               | 0               |               | -             | -             |             | -           | -           | 41     | 0      |
| gen.-giu. 2012         | Steaua Bucarest        | L1                     | 14         | 0          | CR              | 0               | 0               | UEL           | 2             | 0             | -           | -           | -           | 16     | 0      |
| 2012-2013              | Steaua Bucarest        | L1                     | 26         | 1          | CR              | 0               | 0               | UEL           | 13            | 3             | -           | -           | -           | 39     | 4      |
| lug.-ago. 2013         | Steaua Bucarest        | L1                     | 2          | 0          | CR              | 0               | 0               | UCL           | 3             | 0             | SR          | 1           | 0           | 6      | 0      |
| ago. 2013-2014         | Tottenham              | PL                     | 17         | 1          | FACup+CdL       | 1+3             | 0               | UEL           | 3             | 0             | -           | -           | -           | 24     | 1      |
| 2014-2015              | Tottenham              | PL                     | 10         | 0          | FACup+CdL       | 3+1             | 1+0             | UEL           | 5             | 0             | -           | -           | -           | 19     | 1      |
| Totale Tottenham       | Totale Tottenham       | Totale Tottenham       | 27         | 1          |                 | 8               | 1               |               | 8             | 0             |             |             |             | 43     | 2      |
| 2015-2016              | Napoli                 | A                      | 8          | 1          | CI              | 2               | 0               | UEL           | 7             | 1             | -           | -           | -           | 17     | 2      |
| 2016-2017              | Napoli                 | A                      | 14         | 2          | CI              | 1               | 0               | UCL           | 1             | 0             | -           | -           | -           | 16     | 2      |
| 2017-2018              | Napoli                 | A                      | 7          | 0          | CI              | 1               | 0               | UCL+UEL       | 1+0           | 0+0           | -           | -           | -           | 9      | 0      |
| 2018-2019              | Napoli                 | A                      | 3          | 0          | CI              | 0               | 0               | UCL+UEL       | 0+3           | 0+0           | -           | -           | -           | 6      | 0      |
| Totale Napoli          | Totale Napoli          | Totale Napoli          | 32         | 3          |                 | 4               | 0               |               | 12            | 1             |             | -           | -           | 48     | 4      |
| 2019-2020              | Sassuolo               | A                      | 9          | 0          | CI              | 0               | 0               | -             | -             | -             | -           | -           | -           | 9      | 0      |
| 2020-2021              | Sassuolo               | A                      | 24         | 2          | CI              | 0               | 0               | -             | -             | -             | -           | -           | -           | 24     | 2      |
| 2021-2022              | Sassuolo               | A                      | 29         | 0          | CI              | 0               | 0               | -             | -             | -             | -           | -           | -           | 29     | 0      |
| Totale Sassuolo        | Totale Sassuolo        | Totale Sassuolo        | 62         | 2          | -               | 0               | 0               | -             | -             | -             | -           | -           | -           | 62     | 2      |
| 2022-2023              | Cremonese              | A                      | 16         | 0          | CI              | 1               | 0               | -             | -             | -             | -           | -           | -           | 17     | 0      |
| 2023-2024              | FCSB                   | L1                     | 10         | 0          | CR              | 0               | 0               | UECL          | 3             | 0             | -           | -           | -           | 13     | 0      |
| 2024-2025              | FCSB                   | L1                     | 17         | 0          | CR              | 3               | 0               | UCL+UEL       | 1+7           | 0             | SR          | 1           | 0           | 28     | 0      |
| 2025-2026              | FCSB                   | L1                     | -          | -          | CR              | -               | -               | UCL+UEL       | 4+0           | 0             | SR          | 1           | 0           | -      | -      |
| Totale Steaua Bucarest | Totale Steaua Bucarest | Totale Steaua Bucarest | 52         | 1          |                 | 0               | 0               |               | 21            | 3             |             | 2           | 0           | 75     | 4      |
| Totale carriera        | Totale carriera        | Totale carriera        | 225        | 7          |                 | 16              | 1               |               | 41            | 4             |             | 2           | 0           | 284    | 12     |

### Cronologia presenze e reti in nazionale
| Cronologia completa delle presenze e delle reti in nazionale ― Romania | Cronologia completa delle presenze e delle reti in nazionale ― Romania | Cronologia completa delle presenze e delle reti in nazionale ― Romania | Cronologia completa delle presenze e delle reti in nazionale ― Romania | Cronologia completa delle presenze e delle reti in nazionale ― Romania | Cronologia completa delle presenze e delle reti in nazionale ― Romania | Cronologia completa delle presenze e delle reti in nazionale ― Romania | Cronologia completa delle presenze e delle reti in nazionale ― Romania |
| Data                                                                   | Città                                                                  | In casa                                                                | Risultato                                                              | Ospiti                                                                 | Competizione                                                           | Reti                                                                   | Note                                                                   |
| ---------------------------------------------------------------------- | ---------------------------------------------------------------------- | ---------------------------------------------------------------------- | ---------------------------------------------------------------------- | ---------------------------------------------------------------------- | ---------------------------------------------------------------------- | ---------------------------------------------------------------------- | ---------------------------------------------------------------------- |
| 10-8-2011                                                              | Città di San Marino                                                    | San Marino                                                             | 0 – 1                                                                  | Romania                                                                | Amichevole                                                             | -                                                                      |                                                                        |
| 2-9-2011                                                               | Città di Lussemburgo                                                   | Lussemburgo                                                            | 0 – 2                                                                  | Romania                                                                | Qual. Euro 2012                                                        | -                                                                      | 62’                                                                    |
| 6-9-2011                                                               | Bucarest                                                               | Romania                                                                | 0 – 0                                                                  | Francia                                                                | Qual. Euro 2012                                                        | -                                                                      |                                                                        |
| 11-11-2011                                                             | Liegi                                                                  | Belgio                                                                 | 2 – 1                                                                  | Romania                                                                | Amichevole                                                             | -                                                                      | 70’                                                                    |
| 15-11-2011                                                             | Altach                                                                 | Grecia                                                                 | 1 – 3                                                                  | Romania                                                                | Amichevole                                                             | -                                                                      | 63’ 70’                                                                |
| 29-2-2012                                                              | Bucarest                                                               | Romania                                                                | 1 – 1                                                                  | Uruguay                                                                | Amichevole                                                             | -                                                                      |                                                                        |
| 30-5-2012                                                              | Lucerna                                                                | Svizzera                                                               | 0 – 1                                                                  | Romania                                                                | Amichevole                                                             | -                                                                      | 80’                                                                    |
| 5-6-2012                                                               | Innsbruck                                                              | Austria                                                                | 0 – 0                                                                  | Romania                                                                | Amichevole                                                             | -                                                                      | 70’                                                                    |
| 15-8-2012                                                              | Lubiana                                                                | Slovenia                                                               | 4 – 3                                                                  | Romania                                                                | Amichevole                                                             | -                                                                      |                                                                        |
| 7-9-2012                                                               | Tallinn                                                                | Estonia                                                                | 0 – 2                                                                  | Romania                                                                | Qual. Mondiali 2014                                                    | -                                                                      |                                                                        |
| 11-9-2012                                                              | Bucarest                                                               | Romania                                                                | 4 – 0                                                                  | Andorra                                                                | Qual. Mondiali 2014                                                    | -                                                                      |                                                                        |
| 12-10-2012                                                             | Istanbul                                                               | Turchia                                                                | 0 – 1                                                                  | Romania                                                                | Qual. Mondiali 2014                                                    | -                                                                      |                                                                        |
| 16-10-2012                                                             | Bucarest                                                               | Romania                                                                | 1 – 4                                                                  | Paesi Bassi                                                            | Qual. Mondiali 2014                                                    | -                                                                      |                                                                        |
| 14-11-2012                                                             | Bucarest                                                               | Romania                                                                | 2 – 1                                                                  | Belgio                                                                 | Amichevole                                                             | -                                                                      |                                                                        |
| 6-2-2013                                                               | Malaga                                                                 | Australia                                                              | 2 – 3                                                                  | Romania                                                                | Amichevole                                                             | -                                                                      |                                                                        |
| 22-3-2013                                                              | Budapest                                                               | Ungheria                                                               | 2 – 2                                                                  | Romania                                                                | Qual. Mondiali 2014                                                    | -                                                                      | 87’                                                                    |
| 26-3-2013                                                              | Amsterdam                                                              | Paesi Bassi                                                            | 4 – 0                                                                  | Romania                                                                | Qual. Mondiali 2014                                                    | -                                                                      |                                                                        |
| 14-8-2013                                                              | Bucarest                                                               | Romania                                                                | 1 – 1                                                                  | Slovacchia                                                             | Amichevole                                                             | -                                                                      | cap.                                                                   |
| 6-9-2013                                                               | Bucarest                                                               | Romania                                                                | 3 – 0                                                                  | Ungheria                                                               | Qual. Mondiali 2014                                                    | -                                                                      | cap.                                                                   |
| 10-9-2013                                                              | Bucarest                                                               | Romania                                                                | 0 – 2                                                                  | Turchia                                                                | Qual. Mondiali 2014                                                    | -                                                                      | cap.                                                                   |
| 11-10-2013                                                             | Andorra la Vella                                                       | Andorra                                                                | 0 – 4                                                                  | Romania                                                                | Qual. Mondiali 2014                                                    | -                                                                      | cap. 78’                                                               |
| 19-11-2013                                                             | Bucarest                                                               | Romania                                                                | 1 – 1                                                                  | Grecia                                                                 | Qual. Mondiali 2014                                                    | -                                                                      |                                                                        |
| 31-5-2014                                                              | Yverdon                                                                | Albania                                                                | 0 – 1                                                                  | Romania                                                                | Amichevole                                                             | -                                                                      |                                                                        |
| 4-6-2014                                                               | Lancy                                                                  | Algeria                                                                | 2 – 1                                                                  | Romania                                                                | Amichevole                                                             | -                                                                      |                                                                        |
| 7-9-2014                                                               | Atene                                                                  | Grecia                                                                 | 0 – 1                                                                  | Romania                                                                | Qual. Euro 2016                                                        | -                                                                      |                                                                        |
| 11-10-2014                                                             | Bucarest                                                               | Romania                                                                | 1 – 1                                                                  | Ungheria                                                               | Qual. Euro 2016                                                        | -                                                                      |                                                                        |
| 14-10-2014                                                             | Helsinki                                                               | Finlandia                                                              | 0 – 2                                                                  | Romania                                                                | Qual. Euro 2016                                                        | -                                                                      |                                                                        |
| 14-11-2014                                                             | Bucarest                                                               | Romania                                                                | 2 – 0                                                                  | Irlanda del Nord                                                       | Qual. Euro 2016                                                        | -                                                                      |                                                                        |
| 18-11-2014                                                             | Bucarest                                                               | Romania                                                                | 2 – 0                                                                  | Danimarca                                                              | Amichevole                                                             | -                                                                      | 70’                                                                    |
| 29-3-2015                                                              | Ploiești                                                               | Romania                                                                | 1 – 0                                                                  | Fær Øer                                                                | Qual. Euro 2016                                                        | -                                                                      |                                                                        |
| 13-6-2015                                                              | Belfast                                                                | Irlanda del Nord                                                       | 0 – 0                                                                  | Romania                                                                | Qual. Euro 2016                                                        | -                                                                      | cap.                                                                   |
| 4-9-2015                                                               | Budapest                                                               | Ungheria                                                               | 0 – 0                                                                  | Romania                                                                | Qual. Euro 2016                                                        | -                                                                      | 50’                                                                    |
| 7-9-2015                                                               | Bucarest                                                               | Romania                                                                | 0 – 0                                                                  | Grecia                                                                 | Qual. Euro 2016                                                        | -                                                                      |                                                                        |
| 8-10-2015                                                              | Bucarest                                                               | Romania                                                                | 1 – 1                                                                  | Finlandia                                                              | Qual. Euro 2016                                                        | -                                                                      |                                                                        |
| 11-10-2015                                                             | Tórshavn                                                               | Fær Øer                                                                | 0 – 3                                                                  | Romania                                                                | Qual. Euro 2016                                                        | -                                                                      |                                                                        |
| 17-11-2015                                                             | Bologna                                                                | Italia                                                                 | 2 – 2                                                                  | Romania                                                                | Amichevole                                                             | -                                                                      | 90+4’                                                                  |
| 23-3-2016                                                              | Giurgiu                                                                | Romania                                                                | 1 – 0                                                                  | Lituania                                                               | Amichevole                                                             | -                                                                      | cap.                                                                   |
| 27-3-2016                                                              | Cluj-Napoca                                                            | Romania                                                                | 0 – 0                                                                  | Spagna                                                                 | Amichevole                                                             | -                                                                      | cap.                                                                   |
| 25-5-2016                                                              | Como                                                                   | RD del Congo                                                           | 1 – 1                                                                  | Romania                                                                | Amichevole                                                             | -                                                                      | cap.                                                                   |
| 29-5-2016                                                              | Torino                                                                 | Romania                                                                | 3 – 4                                                                  | Ucraina                                                                | Amichevole                                                             | -                                                                      | cap. 50’                                                               |
| 10-6-2016                                                              | Saint-Denis                                                            | Francia                                                                | 2 – 1                                                                  | Romania                                                                | Euro 2016 - 1º turno                                                   | -                                                                      | cap. 32’                                                               |
| 15-6-2016                                                              | Parigi                                                                 | Romania                                                                | 1 – 1                                                                  | Svizzera                                                               | Euro 2016 - 1º turno                                                   | -                                                                      | cap.                                                                   |
| 19-6-2016                                                              | Lione                                                                  | Romania                                                                | 0 – 1                                                                  | Albania                                                                | Euro 2016 - 1º turno                                                   | -                                                                      | cap.                                                                   |
| 11-11-2016                                                             | Bucarest                                                               | Romania                                                                | 0 – 3                                                                  | Polonia                                                                | Qual. Mondiali 2018                                                    | -                                                                      |                                                                        |
| 26-3-2017                                                              | Cluj-Napoca                                                            | Romania                                                                | 0 – 0                                                                  | Danimarca                                                              | Qual. Mondiali 2018                                                    | -                                                                      | cap.                                                                   |
| 10-6-2017                                                              | Varsavia                                                               | Polonia                                                                | 3 – 1                                                                  | Romania                                                                | Qual. Mondiali 2018                                                    | -                                                                      | cap.                                                                   |
| 13-6-2017                                                              | Cluj-Napoca                                                            | Romania                                                                | 3 – 2                                                                  | Cile                                                                   | Amichevole                                                             | -                                                                      | cap.                                                                   |
| 1-9-2017                                                               | Bucarest                                                               | Romania                                                                | 1 – 0                                                                  | Armenia                                                                | Qual. Mondiali 2018                                                    | -                                                                      | cap.                                                                   |
| 4-9-2017                                                               | Podgorica                                                              | Montenegro                                                             | 1 – 0                                                                  | Romania                                                                | Qual. Mondiali 2018                                                    | -                                                                      | cap.                                                                   |
| 5-10-2017                                                              | Ploiești                                                               | Romania                                                                | 3 – 1                                                                  | Kazakistan                                                             | Qual. Mondiali 2018                                                    | -                                                                      | cap.                                                                   |
| 8-10-2017                                                              | Copenaghen                                                             | Danimarca                                                              | 1 – 1                                                                  | Romania                                                                | Qual. Mondiali 2018                                                    | -                                                                      | cap.                                                                   |
| 9-11-2017                                                              | Cluj-Napoca                                                            | Romania                                                                | 2 – 0                                                                  | Turchia                                                                | Amichevole                                                             | -                                                                      | cap.                                                                   |
| 14-11-2017                                                             | Bucarest                                                               | Romania                                                                | 0 – 3                                                                  | Paesi Bassi                                                            | Amichevole                                                             | -                                                                      | cap.                                                                   |
| 7-9-2018                                                               | Ploiești                                                               | Romania                                                                | 0 – 0                                                                  | Montenegro                                                             | UEFA Nations League 2018-2019 - 1º turno                               | -                                                                      | cap. 31’                                                               |
| 6-9-2019                                                               | Bucarest                                                               | Romania                                                                | 1 – 2                                                                  | Spagna                                                                 | Qual. Euro 2020                                                        | -                                                                      | cap.                                                                   |
| 8-9-2019                                                               | Ploiești                                                               | Romania                                                                | 1 – 0                                                                  | Malta                                                                  | Qual. Euro 2020                                                        | -                                                                      | cap.                                                                   |
| 12-10-2019                                                             | Tórshavn                                                               | Fær Øer                                                                | 0 – 3                                                                  | Romania                                                                | Qual. Euro 2020                                                        | -                                                                      | cap. 39’                                                               |
| 4-9-2020                                                               | Bucarest                                                               | Romania                                                                | 1 – 1                                                                  | Irlanda del Nord                                                       | UEFA Nations League 2020-2021 - 1º turno                               | -                                                                      | cap.                                                                   |
| 7-9-2020                                                               | Vienna                                                                 | Austria                                                                | 2 – 3                                                                  | Romania                                                                | UEFA Nations League 2020-2021 - 1º turno                               | -                                                                      | cap. 74’                                                               |
| 25-3-2021                                                              | Bucarest                                                               | Romania                                                                | 3 – 2                                                                  | Macedonia del Nord                                                     | Qual. Mondiali 2022                                                    | -                                                                      | cap.                                                                   |
| 28-3-2021                                                              | Bucarest                                                               | Romania                                                                | 0 – 1                                                                  | Germania                                                               | Qual. Mondiali 2022                                                    | -                                                                      | Cap.                                                                   |
| 31-3-2021                                                              | Erevan                                                                 | Armenia                                                                | 3 – 2                                                                  | Romania                                                                | Qual. Mondiali 2022                                                    | -                                                                      | Cap.                                                                   |
| 2-6-2021                                                               | Ploiești                                                               | Romania                                                                | 1 – 2                                                                  | Georgia                                                                | Amichevole                                                             | -                                                                      | Cap.                                                                   |
| 6-6-2021                                                               | Middlesbrough                                                          | Inghilterra                                                            | 1 – 0                                                                  | Romania                                                                | Amichevole                                                             | -                                                                      | cap.                                                                   |
| 2-9-2021                                                               | Reykjavík                                                              | Islanda                                                                | 0 – 2                                                                  | Romania                                                                | Qual. Mondiali 2022                                                    | -                                                                      | Cap. 37’                                                               |
| 8-9-2021                                                               | Skopje                                                                 | Macedonia del Nord                                                     | 0 – 0                                                                  | Romania                                                                | Qual. Mondiali 2022                                                    | -                                                                      | Cap.                                                                   |
| 8-10-2021                                                              | Amburgo                                                                | Germania                                                               | 2 – 1                                                                  | Romania                                                                | Qual. Mondiali 2022                                                    | -                                                                      | Cap.                                                                   |
| 11-10-2021                                                             | Bucarest                                                               | Romania                                                                | 1 – 0                                                                  | Armenia                                                                | Qual. Mondiali 2022                                                    | -                                                                      | Cap.                                                                   |
| 11-11-2021                                                             | Bucarest                                                               | Romania                                                                | 0 – 0                                                                  | Islanda                                                                | Qual. Mondiali 2022                                                    | -                                                                      | Cap.                                                                   |
| 25-3-2022                                                              | Bucarest                                                               | Romania                                                                | 0 – 1                                                                  | Grecia                                                                 | Amichevole                                                             | -                                                                      | Cap.                                                                   |
| 29-3-2022                                                              | Netanya                                                                | Israele                                                                | 2 – 2                                                                  | Romania                                                                | Amichevole                                                             | -                                                                      | cap. 46’                                                               |
| 4-6-2022                                                               | Podgorica                                                              | Montenegro                                                             | 2 – 0                                                                  | Romania                                                                | UEFA Nations League 2022-2023 - 1º turno                               | -                                                                      | cap.                                                                   |
| 7-6-2022                                                               | Zenica                                                                 | Bosnia ed Erzegovina                                                   | 1 – 0                                                                  | Romania                                                                | UEFA Nations League 2022-2023 - 1º turno                               | -                                                                      | cap.                                                                   |
| 11-6-2022                                                              | Bucarest                                                               | Romania                                                                | 1 – 0                                                                  | Finlandia                                                              | UEFA Nations League 2022-2023 - 1º turno                               | -                                                                      | Cap.                                                                   |
| 14-6-2022                                                              | Bucarest                                                               | Romania                                                                | 0 – 3                                                                  | Montenegro                                                             | UEFA Nations League 2022-2023 - 1º turno                               | -                                                                      | Cap.                                                                   |
| 7-6-2025                                                               | Vienna                                                                 | Austria                                                                | 2 – 1                                                                  | Romania                                                                | Qual. Mondiali 2026                                                    | -                                                                      |                                                                        |
| 10-6-2025                                                              | Bucarest                                                               | Romania                                                                | 2 – 0                                                                  | Cipro                                                                  | Qual. Mondiali 2026                                                    | -                                                                      | 56’                                                                    |
| Totale                                                                 |                                                                        | Presenze                                                               | 77                                                                     |                                                                        | Reti                                                                   | 0                                                                      |                                                                        |

| Cronologia completa delle presenze e delle reti in nazionale (partite non ufficiali) ― Romania | Cronologia completa delle presenze e delle reti in nazionale (partite non ufficiali) ― Romania | Cronologia completa delle presenze e delle reti in nazionale (partite non ufficiali) ― Romania | Cronologia completa delle presenze e delle reti in nazionale (partite non ufficiali) ― Romania | Cronologia completa delle presenze e delle reti in nazionale (partite non ufficiali) ― Romania | Cronologia completa delle presenze e delle reti in nazionale (partite non ufficiali) ― Romania | Cronologia completa delle presenze e delle reti in nazionale (partite non ufficiali) ― Romania | Cronologia completa delle presenze e delle reti in nazionale (partite non ufficiali) ― Romania |
| Data                                                                                           | Città                                                                                          | In casa                                                                                        | Risultato                                                                                      | Ospiti                                                                                         | Competizione                                                                                   | Reti                                                                                           | Note                                                                                           |
| ---------------------------------------------------------------------------------------------- | ---------------------------------------------------------------------------------------------- | ---------------------------------------------------------------------------------------------- | ---------------------------------------------------------------------------------------------- | ---------------------------------------------------------------------------------------------- | ---------------------------------------------------------------------------------------------- | ---------------------------------------------------------------------------------------------- | ---------------------------------------------------------------------------------------------- |
| 27-1-2012                                                                                      | Belek                                                                                          | Romania                                                                                        | 4 – 0                                                                                          | Turkmenistan                                                                                   | Amichevole                                                                                     | -                                                                                              |                                                                                                |
| Totale                                                                                         |                                                                                                | Presenze                                                                                       | 1                                                                                              |                                                                                                | Reti                                                                                           | 0                                                                                              |                                                                                                |

| Cronologia completa delle presenze e delle reti in nazionale ― Romania under 21 | Cronologia completa delle presenze e delle reti in nazionale ― Romania under 21 | Cronologia completa delle presenze e delle reti in nazionale ― Romania under 21 | Cronologia completa delle presenze e delle reti in nazionale ― Romania under 21 | Cronologia completa delle presenze e delle reti in nazionale ― Romania under 21 | Cronologia completa delle presenze e delle reti in nazionale ― Romania under 21 | Cronologia completa delle presenze e delle reti in nazionale ― Romania under 21 | Cronologia completa delle presenze e delle reti in nazionale ― Romania under 21 |
| Data                                                                            | Città                                                                           | In casa                                                                         | Risultato                                                                       | Ospiti                                                                          | Competizione                                                                    | Reti                                                                            | Note                                                                            |
| ------------------------------------------------------------------------------- | ------------------------------------------------------------------------------- | ------------------------------------------------------------------------------- | ------------------------------------------------------------------------------- | ------------------------------------------------------------------------------- | ------------------------------------------------------------------------------- | ------------------------------------------------------------------------------- | ------------------------------------------------------------------------------- |
| 2-9-2010                                                                        | Botoșani                                                                        | Romania under 21                                                                | 3 – 0                                                                           | Russia under 21                                                                 | Qual. Europeo Under-21 2011                                                     | -                                                                               |                                                                                 |
| 12-10-2010                                                                      | Botoșani                                                                        | Romania under 21                                                                | 0 – 0                                                                           | Inghilterra under 21                                                            | Qual. Europeo Under-21 2011                                                     | -                                                                               |                                                                                 |
| 7-9-2010                                                                        | San Pietroburgo                                                                 | Russia under 21                                                                 | 0 – 0                                                                           | Romania under 21                                                                | Qual. Europeo Under-21 2011                                                     | -                                                                               |                                                                                 |
| Totale                                                                          |                                                                                 | Presenze                                                                        | 3                                                                               |                                                                                 | Reti                                                                            | 0                                                                               |                                                                                 |

## Palmarès

### Club

#### Competizioni nazionali
- Campionato rumeno: 3

FCSB: 2012-2013, 2023-2024, 2024-2025
- Supercoppa di Romania: 3

FCSB: 2013, 2024, 2025

### Individuale
- Calciatore rumeno dell'anno: 1

2013